# Benjamin Balázs
Benjamin Balázs (Kaposvár, 26 aprile 1990) è un calciatore ungherese, centrocampista del Tiszakécske.

## Caratteristiche tecniche
Gioca come ala.

## Palmarès

### Club

#### Competizioni nazionali
- Coppa d'Ungheria: 1

Újpest: 2017-2018